# Jean-François-Joseph Rochechouart de Faudoas
Jean-François-Joseph Rochechouart de Faudoas (Toulouse, 28 de janeiro de 1708 - Paris, 20 de março de 1777) foi um cardeal do século XVIII

## Biografia
Nasceu em Toulouse em 28 de janeiro de 1708. De família célebre e nobre. Quinto dos onze filhos de Charles de Rochechuart, conde de Clermont, e sua primeira esposa, Françoise de Montesquiou. Seu primeiro nome também está listado como Giovanni Francesco Giuseppe; e seu sobrenome como Rochecouart.
Estudou no Seminário de Saint-Sulpice; e depois na Faculdade Teológica de Paris, Universidade La Sorbonne , onde obteve a licenciatura em teologia em 1741.
Decidiu ingressar no estado eclesiástico ainda muito jovem e recebeu vários benefícios: prior de Saint-Étiene-de-Châtillon, diocese de Carcassone em 1724; abade commendatario da abadia de Saint-Serge, diocese de Angers, em novembro de 1732; e abade commendatario de Madeleine-de-Catheaudun, da ordem de Santo Agostinho, diocese de Chartres, 16 de agosto de 1731 a 1733.
Ordenado (sem mais informações encontradas). Vigário geral da arquidiocese de Rouen, 1734; ocupou o cargo até maio de 1741. Nomeado para a sé de Laon pelo rei Luís XV da França.
Eleito bispo de Laon, 25 de junho de 1741; preconizado pelo papa, 18 de setembro de 1741. Consagrado, 15 de outubro de 1741, na capela do castelo de Gaillon, Eure, por Nicolas-Charles de Saulx-Tavannes, arcebispo de Rouen, auxiliado por Pierre-Jules-César de Rochechouard -Montigny, bispo de Évreux, e por François de Fitz-James, bispo de Soissons. Par eclesiástico da França. Superior do Collège de Navarra . Abade commendatario de Saint-Oyen, arquidiocese de Rouen. Abade commendatario de Saint-Rémi, arquidiocese de Reims, 20 de abril de 1745. Abade commendatariode Signy. Embaixador da França junto à Santa Sé desde abril de 1757; assumiu o cargo em 13 de março de 1758; ocupou o cargo até 13 de setembro de 1762; com a morte do Papa Bento XIV em 3 de maio de 1758, ele apresentou suas credenciais como embaixador ao Sagrado Colégio dos Cardeais em 2 de julho de 1758; foi nomeado embaixador extraordinário para apresentar as condolências do rei Luís XV da França ao Sagrado Colégio dos Cardeais; e quando o Papa Clemente XIII foi eleito, apresentou as felicitações do rei ao novo papa; expressou aos cardeais franceses a intenção do rei francês de vetar a eleição do cardeal Carlo Alberto Guidobono Cavalchini (1); após a sua promoção a cardinalato, continuou a representar a França com o título de ministro plenipotenciário, próprio de um cardeal. Promovido a cardinalato a pedido do rei da França, por nomeação cedida pelo rei da Polônia.
Criado cardeal sacerdote no consistório de 23 de novembro de 1761; recebeu o chapéu vermelho em 26 de novembro de 1761; e o título de S. Eusébio em 25 de janeiro de 1762. Atribuído à SS. CC. de Propaganda Fide, Bispos e Regulares, Indulgências e Sagradas Relíquias e Disciplina Regular. Em 30 de maio de 1762, o rei da França enviou-lhe o Cordon Bleue, a fita azul da Ordem dos Cavaleiros do Espírito Santo, que foi imposta pelo cardeal Antonio Maria Erba-Odescalchi, vigário de Sua Santidade. Grande esmola da rainha da França, Marie Leczinska, em 21 de junho de 1762. Nomeado abade commendatrio da rica abadia de Saint-Ouen, arquidiocese de Rouen, em 19 de maio de 1764. Não participou do conclave de 1769, que elegeu o Papa Clemente XIV. Não participou do conclave de 1774-1775, que elegeu o Papa Pio VI.
Morreu em Paris em 20 de março de 1777, pela manhã, de uma apoplexia, enquanto se preparava para celebrar missa na capela de seu palácio em Paris, e depois ir para o tribunal. Seu corpo foi transportado para a catedral de Laon, onde ocorreu o solene funeral; e sepultado na mesma catedral